# Black Country Rock
Pistes de The Man Who Sold the World
All the Madmen
(2) After All
(4)
Black Country Rock est une chanson écrite par David Bowie en 1970 pour l'album The Man Who Sold the World, sorti en novembre 1970 aux États-Unis et en avril 1971 au Royaume-Uni.
C'est un blues-rock entraînant, qui tranche sur la lourdeur musicale et thématique du reste de l'album.

## Description
Dans ce morceau Bowie combine adroitement un arrangement hard rock et les riffs de Mick Ronson avec une sensualité androgyne. Le style de la chanson a été comparé aux productions de T. Rex, le groupe de Marc Bolan, par leur son boogie-glam et pour l'imitation par le chanteur du trémolo chevrotant de son ami dans le dernier couplet,,,, malgré des grilles d'accords bien plus élaborées ici. Selon le producteur Tony Visconti, Bowie avait préparé la musique avant la session, mais les paroles — assez pauvres — ont été improvisées à la dernière minute, et le chanteur s'est mis à imiter Marc Bolan « spontanément (...) car il manquait de paroles (...). C'était une plaisanterie, mais on a tous trouvé ça cool, alors c'est resté ». Bowie s'était livré à une telle imitation l'année précédente sur Unwashed and Somewhat Slightly Dazed.

## Autres parutions
- Face B du single Holy Holy le 15 janvier 1971
- Face B de la sortie portugaise du single "Life on Mars? en juin 1973
- Compilation japonaise Best of David Bowie en 1974
- Compilation russe Starman en 1989
- Coffret Sound + Vision en 1989
- Bande originale du film Tout va bien ! The Kids Are All Right, sorti en 2010.

## Interprètes
- David Bowie : chant, guitare acoustique
- Mick Ronson : guitare électrique, piano
- Tony Visconti : basse
- Woody Woodmansey : batterie
- Ralph Mace : synthétiseur modulaire Moog

## Reprises
- T. Tex Edwards et les Swingin 'Cornflake Killers - Only Bowie (1995) et Up Against the Floor (1998)
- Claws of Paradise - Hero: The Main Man Records Tribute to David Bowie (2007)
- Big Drill Car - No Worse for the Wear / Black Country Rock 7 "(1994) et A Never Ending Endeavour (2009)